# Bumiayu (Tanah Abang)
Bumiayu is een bestuurslaag in het regentschap Muara Enim van de provincie Zuid-Sumatra, Indonesië. Bumiayu telt 404 inwoners (volkstelling 2010).